# Looney Tunes

Marchio usato dal 2024

Looney Tunes è una serie animata statunitense, inizialmente distribuita come cortometraggi per il cinema, prodotta dalla Warner Bros. dal 1930 al 1969, poi ancora riadattata per la televisione dagli anni settanta in poi. La serie nacque in parallelo a un'altra serie simile, chiamata Merrie Melodies, e insieme divennero la serie animata più lunga mai realizzata nel mondo. Gli stessi personaggi immaginari protagonisti della serie verranno genericamente chiamati «i Looney Tunes».

## Storia

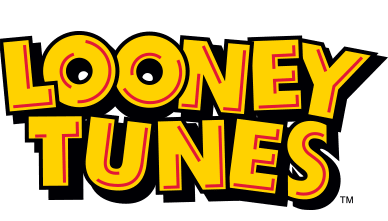
Logo del franchise usato dal 1985 al 2024

Nei primi anni trenta, sia Looney Tunes (Matte Canzoni) che Merrie Melodies (Allegre Melodie) furono concepite dalle già esistenti serie animate Disney, ovvero Sinfonie allegre e Mickey Mouse. Le animazioni erano principalmente basate su accompagnamenti melodici sonori, composti da vere e proprie sinfonie d'orchestra, i cui diritti d'autore erano detenuti dagli interessi della editoria musicale della Warner. Già a partire dagli anni quaranta e a seguire lungo tutto il XX secolo, Looney Tunes divenne un enorme successo mediatico mondiale, dando vita a diverse serie televisive, film, fumetti, album musicali, videogiochi e giostre nei parchi di divertimento.
Il primo protagonista fu un personaggio ricorrente, Bosko, mentre in Merrie Melodies, ogni corto era caratterizzato dall'uso di una canzone tratta dal catalogo musicale della Warner Bros., utilizzando in genere sempre personaggi diversi in ogni corto; poi all'interno di questa serie ci furono personaggi ricorrenti quali Foxy, Piggy o Goopy Geer, che ebbero tuttavia un'esistenza piuttosto breve. Dopo che Harman e Ising lasciarono la Warner per la MGM nel 1933, portarono con sé Bosko, personaggio da loro creato, ma la formula rimase invariata sostituendo nelle Looney Tunes Bosko con un nuovo personaggio, Buddy. A partire dal 1934, le Merrie Melodies passarono al colore, mentre le Looney Tunes rimasero in bianco e nero fino al 1943. A questo punto, con entrambe le serie prodotte a colori, le differenze tra di esse furono annullate in quanto la regola che identificava le Merrie Melodies come cartoni prettamente musicali venne gradualmente abbandonata a partire dalla seconda metà degli anni trenta.

### I "Censored Eleven"
Alcuni corti, ricordati come "Censored Eleven", furono ritirati dalla distribuzione nel 1968 dalla United Artists perché ritenuti offensivi. Questi 11 cortometraggi, dieci Merrie Melodies e un Looney Tunes, non sono più stati trasmessi in televisione né sono stati pubblicati ufficialmente nel mercato dell'home video:
1. Hittin' the Trail for Hallelujah Land (1931, dir. Rudolf Ising)
2. Sunday Go to Meetin' Time (1936, dir. Friz Freleng)
3. Clean Pastures (1937, dir. Friz Freleng)
4. Uncle Tom's Bungalow (1937, dir. Tex Avery)
5. Jungle Jitters (1938, dir. Friz Freleng)
6. The Isle of Pingo Pongo (1938, dir. Tex Avery)
7. All This and Rabbit Stew (1941, dir. Tex Avery)
8. Coal Black and de Sebben Dwarfs (1943, dir. Bob Clampett)
9. Tin Pan Alley Cats (1943, dir. Bob Clampett)
10. Angel Puss (1944, dir. Chuck Jones)
11. Goldilocks and the Jivin' Bears (1944, dir. Friz Freleng)

Nonostante la lista ufficiale comprenda solamente questi undici, nel corso degli anni altri cartoons hanno subito la stessa sorte per gli stessi motivi. Nell'ottobre del 2010 al Comic-Con di New York la Warner Bros. ha confermato che avrebbe pubblicato in DVD i Censored eleven, completamente restaurati.

### Sigle
Il celebre motivetto "jingle" introduttivo dei Merrie Melodies fu scritto dal compositore musicale Carl Stalling, già noto per le Sinfonie allegre della Walt Disney Company dei primi anni trenta, e utilizzato per la prima volta nel corto Boulevardier from the Bronx di Friz Freleng, del 1936. Il motivetto introduttivo sigla dei Looney Tunes invece, è una riproposizione del brano foxtrot "The Merry-Go-Round Broke Down" del 1937, composto da Cliff Friend e Dave Franklin.

### Edizioni estere
Inizialmente, i personaggi venivano chiamati in Italia con nomi differenti: Bugs Bunny era inizialmente nominato Bubi Balzello nei primi albi a fumetti dedicati al personaggio. Successivamente, ha avuto il nome di Lollo Rompicollo nei fumetti editi da Mondadori. Negli anni 70 (sia nei fumetti, sia nei cartoni animati), viene ribattezzato Bunny Coniglio (pronunciato come banni); Porky Pig veniva nominato, nei primi albi a fumetti a lui dedicati, come Sussi. In seguito, diviene Pallino; Titti era inizialmente chiamato Titì (sia negli albi a fumetti, sia nelle apparizioni televisive degli anni 60 e 70); Wile E. Coyote veniva appellato in maniere differenti: Willy il coyote, Vilcoyote, Will Coyote.

## Personaggi
Nella serie sono apparsi numerosi personaggi. I principali sono:
- Bugs Bunny, un coniglio grigio e bianco molto furbo.
- Daffy Duck, un'anatra nera avida di denaro.
- Porky Pig, un maiale balbuziente.
- Taddeo (Elmer Fudd), un cacciatore umano nemico di Bugs.
- Willy il Coyote e Beep Beep (Wile E. Coyote e Road Runner), rispettivamente un canide carnivoro ed un corridore della strada.
- Titti (Tweety), un canarino.
- Silvestro (Sylvester), un gatto bianco e nero.
- Nonna (Granny), una vecchietta, proprietaria di Titti, Silvestro ed Ettore.
- Yosemite Sam, un cowboy barbuto dai capelli rossi con lunghi baffi.
- Taz, un diavolo della Tasmania molto feroce.
- Marvin il Marziano, un alieno e nemico giurato di Bugs Bunny.
- Pepé Le Pew, una moffetta dall'accento francese.
- Foghorn Leghorn, un gallo bianco chiacchierone.
- Speedy Gonzales, un topo messicano vestito di bianco e con un sombrero dalla velocità supersonica.

## Filmografia

### Lungometraggi
I Looney Tunes sono stati protagonisti di molti lungometraggi, sia cinematografici che direct-to-video. Il loro primo film fu Bugs Bunny Superstar (1975), un documentario antologico. In seguito, dal 1979 al 1988, uscì una serie di cinque film antologici, che univano i vecchi cortometraggi a nuove sequenze di raccordo. I primi tre ebbero come protagonista Bugs Bunny, e gli ultimi due Daffy Duck. Solo il primo di questi film uscì al cinema anche in Italia, mentre gli altri vennero pubblicati direttamente in VHS. Negli anni 2000 sono usciti invece due film direct-to-video, Titti turista tuttofare e Looney Tunes: Canto di Natale (questo è però un mediometraggio). Nel 2015 è uscito un film dal titolo Looney Tunes: Due conigli nel mirino, mentre il 14 giugno 2022 è uscito un film direct-to-video dal titolo Re Titti. Il 6 giugno 2023 è uscito un altro film direct-to-video intitolato Taz: Alla ricerca dell'hamburger con protagonista Taz. Nel 2024 è uscito invece Un'avventura spaziale - Un film dei Looney Tunes, un lungometraggio tratto dalla serie Looney Tunes Cartoons e con protagonisti Daffy Duck e Porky Pig.
Nel 1996, nel 2003 e nel 2021 sono usciti al cinema tre film in tecnica mista dove i Looney Tunes interagiscono con attori in carne e ossa (grazie alla stessa tecnica usata in Chi ha incastrato Roger Rabbit): Space Jam, Looney Tunes: Back in Action e Space Jam: New Legends.
| Titolo                                                | Anno |
| ----------------------------------------------------- | ---- |
| Bugs Bunny Superstar                                  | 1975 |
| Super Bunny in orbita!                                | 1979 |
| Looney, Looney, Looney Bugs Bunny Movie               | 1981 |
| Le 1001 favole di Bugs Bunny                          | 1982 |
| Daffy Duck e l'isola fantastica                       | 1983 |
| Daffy Duck's Quackbusters - Agenzia acchiappafantasmi | 1988 |
| Space Jam                                             | 1996 |
| Titti turista tuttofare                               | 2000 |
| Looney Tunes: Back in Action                          | 2003 |
| Looney Tunes: Canto di Natale                         | 2006 |
| Looney Tunes: Due conigli nel mirino                  | 2015 |
| Space Jam: New Legends                                | 2021 |
| Re Titti                                              | 2022 |
| Taz: Alla ricerca dell'hamburger                      | 2023 |
| Un'avventura spaziale - Un film dei Looney Tunes      | 2024 |

Inoltre, i Looney Tunes fanno delle apparizioni nei film Speroni e calze di seta (1948), Musica per i tuoi sogni (1949), Chi ha incastrato Roger Rabbit (1988), Gremlins 2 - La nuova stirpe (1990) e The Mask 2 (2005). Bugs Bunny e Daffy Duck sono anche fra i personaggi dello speciale TV I nostri eroi alla riscossa (1990).

### Spin-off televisivi
- Uno spin-off della serie, intitolato I favolosi Tiny trasmesso dal 1990 al 1995, mostra i Looney Tunes come mentori di nuovi personaggi basati su di loro per diventare la nuova generazione di protagonisti animati.
- Tazmania, trasmesso dal 1991 al 1995, ha come protagonista Taz.
- I misteri di Silvestro e Titti, trasmesso dal 1995 al 2002, ha come protagonisti Silvestro, Titti, Nonna ed Ettore, i quali diventano una squadra di investigatori per ogni misterioso caso.
- Baby Looney Tunes, trasmesso in America dal 2002 al 2005 su Cartoon Network. La serie, per bambini piccoli, è incentrata sulle versioni bambini dei personaggi che vivono con la Nonna.
- Duck Dodgers, trasmesso dal 2003 al 2005, è una serie comico-fantascientifica basata sul corto originale di Chuck Jones espandendo l'universo dove vive Duck Dodgers.
- Loonatics Unleashed, trasmesso dal 2005 al 2007, si incentra su delle versioni futuristiche dei Looney Tunes (i loro discendenti) che svolgono il ruolo di supereroi.
- Dal 2010 hanno ripreso i cortometraggi con la particolarità di non usare la loro classica animazione, ma essere disegnati in 3D. I corti originali fino ad oggi sono solo quattro con Willy il Coyote e Beep Beep, ma ne sono stati creati due basati su album di canzoni dei Looney Tunes: Daffy Duck in Daffy's Rhapsody e uno con Titti e Silvestro in Mi è semblato di vedele un gatto.
- Nel 2011 è partita la nuova serie, il The Looney Tunes Show. Si tratta di una serie in stile sitcom che riprende i personaggi dei Looney Tunes e delle Merrie Melodies rivisitandoli.
- Nel 2015 è iniziata la serie New Looney Tunes (intitolata nella prima stagione Bugs! A Looney Tunes Prod.), dove i Looney Tunes lasciano lo stile sitcom di The Looney Tunes Show per tornare alle loro classiche gag da cartoni.
- Nel 2020 è uscita su HBO Max una serie di cortometraggi intitolata Looney Tunes Cartoons che riprende uno stile reminiscente a quello di Tex Avery, Friz Freleng, Chuck Jones, Bob Clamplett, Robert McKimson e altri autori dei corti originali.
- Nel 25 luglio 2022 è uscita un'altra serie sempre per HBO Max e Cartoon Network intitolata Bugs Bunny costruzioni ed indirizzata ad un pubblico infantile come nel caso dello spin-off Baby Looney Tunes e ha come protagonisti Bugs Bunny, Daffy Duck, Porky Pig, Lola Bunny e Titti nel ruolo di lavoratori in un cantiere edile.

### Cameo televisivi
I Looney Tunes appaiono in cameo nella serie animata Animaniacs dal 1993 al 1998.

### In Italia
Molti dei cortometraggi della serie arrivano in Italia dalla fine degli anni '50 come parti di antologie cinematografiche, assieme a corti facenti parte di altre case di produzione. La prima trasmissione televisiva risale ai primi anni '60 sulle reti Rai. Repliche sono poi state riproposte su reti private e su Telemontecarlo a partire dagli anni '80 e poi sulle reti Mediaset a seguito dell'acquisizione dei diritti della serie nel 2003. Su alcune reti private vengono riproposti alcuni dei corti della serie con i primi doppiaggi televisivi, nonché molti dei corti caduti nel pubblico dominio.